# Milla (politika)
Az „Egymillióan a magyar sajtószabadságért” Facebook-oldal (röviden Milla) 2010. december 21-én jött létre azzal a céllal, „hogy a sajtószabadságért és a szabad sajtót korlátozó médiatörvény ellen küzdjön, illetve nyilvánosságot biztosítson a szabadságjogokért és esélyegyenlőségért harcoló szervezetek, aktivisták számára”. A Milla 2011 és 2012 során számos tüntetést szervezett, köztük olyan nemzeti ünnepeken, mint március 15. és október 23. 2012 októberében egyesületté alakult, majd 2014 tavaszán megszűnt és csak a Facebook-oldala létezik, névjegye szerint „Azért a víz az úr!” szlogennel.

## Története

### A kezdetek
A 2010. december 20-ei, a sajtószabadságért tartott diáktüntetés volt az első olyan megmozdulás, amely a második Orbán-kormány által 2010-ben bevezetett médiatörvény-változtatások ellen tiltakozott. A tüntetés szónokai kihangsúlyozták, sőt, az esemény Facebook-oldalán a mai napig látható, hogy nyomatékosan leszögezik: nem kívánnak pártokkal vagy politikusokkal szövetkezni. A tüntetésen csak kezdetleges hangosítás volt, a diákok üdítős rekeszeken álltak pódium gyanánt. A helyszíni beszámolók szerint kb. 1500 résztvevő lehetett. Ez tekinthető a Milla előzményének, de csak időrendileg és inspirációként, mert nincsenek személyi átfedések a millások és a tüntetés szervezői között.
Érdekesség, hogy a Milla hivatalos tüntetés-számlálásába ez az esemény nem került bele, tehát amikor a sajtószabadságért folytatott második tüntetést meghirdették, az már igaziból a harmadik volt – a december 20-ikival együtt.
2010. december 21-én, a diáktüntetés másnapján hozta létre az „Egymillióan a magyar sajtószabadságért” Facebook-csoportot Juhász Péter, aki az oldal gazdája maradt később is. Amint a Milla megalakult, a diáktüntetés Facebook-oldalán is elhelyezett toborzó posztokat, bejegyzéseket, és ezáltal létrejött a folyamatosság, emiatt elmondható, hogy a Milla azt folytatta, amit a diákok elkezdtek.
Hirtelen olyan sokan csatlakoztak a közösségi oldalon a csoporthoz, hogy a Facebook először letiltotta azt, mert átlépték a beállított taglétszám-limitet. Ekkor még nem volt elterjedt a facebookos politikai szervezkedés Magyarországon, és külön-külön el kellett magyarázni a Facebook adminisztrátorainak, hogy mi ez a csoport, miről szól, és miért akarnak minél több szimpatizáns profilt összegyűjteni.

### A Milla által szervezett tüntetések
A Milla által szervezett tüntetések időrendi sorrendben (a teljesség igénye nélkül):
2011. január 14.,
2011. január 27.,
2011. március 15., 2011. október 23., alternatív köztársasági elnököt választott a Milla
2011. december 3., a LIGA, a Magyar Szolidaritás Mozgalom és a Milla tüntetése a Munka Törvénykönyvének módosításai ellen 2012. március 15., 2012. október 23.

### Útkeresés
A tüntetések nem hoztak politikai változást, a csoport növekedése lelassult, 2011 októberében 87 610 tagot számlált. A demonstrációk kezdtek kifulladni, a szónokok önmagukat ismételték. A pártoktól továbbra is tartották a távolságot, ami baloldali ellenzéki politikusokban értetlenséget keltett. A szervezők a továbblépés új lehetőségein gondolkodtak. 2011 őszétől „alternatív köztársasági elnököt” kerestek a leköszönő Sólyom László helyett, de komolyan vehető politikust nem sikerült megnyerni az ügynek, végül 2012. március 8-án furcsa körülmények között megválasztották Dopemant, a második helyezett Bartos Cs. István lett.

### A MillaMédia
A MillaMédia 2012. augusztus 29-én alakult. Céljuk egy olyan csatorna létrehozása volt a Facebook csoport mellett, amellyel a civilek hangját fel tudják erősíteni, tematizálni, mozgósítani tudnak. Főszerkesztője Para-Kovács Imre, aki mellett civil aktivisták dolgoznak. A cikkek mellett hangsúlyos szerepet játszik náluk a tüntetések rögzítése, sőt élő videós közvetítése is.

### Az Együtt 2014
2012. október 10-én Juhász Péter vezetésével megalakult a Milla Egyesület. A tagok pártot nem akartak alakítani, de politikai mozgalmat igen.
A 2012. október 23-i millás tüntetésen Bajnai Gordon bejelentette az Együtt 2014 nevű választási mozgalom létrejöttét, aminek az ő alapítványa, a Haza és Haladás, a Magyar Szolidaritás Mozgalom és a Milla Egyesület lettek az alapítói. Ettől kezdve a millások az Együtt 2014 nevében nyilvánultak meg, annak szervezésében vettek részt.
A tüntetést megelőzően Tamás Gáspár Miklós (az egyik felszólaló) a HVG hasábjain tiltakozott, jelezve, hogy nem lép fel, ha az ünnepség Bajnai Gordon választási kampánynyitója lesz. Juhász Péter jelezte, hogy erről szó sincs, hiszen Bajnai Gordon csak egy lesz a felszólalók közül. Tamás Gáspár Miklós ezután cikket közölt, amelyben mindenkit a részvételre buzdított, válaszként Bauer Tamás publikációjára, amiben saját távolmaradásáról írt. TGM cikkére Bauer Tamás végül úgy reagált (lásd a cikk alján), hogy távol marad, mondván, hogy elfogadhatatlannak tartja, hogy egyes demokratikus pártokat nem engednek felszólalni a színpadon.
Bajnai Gordon azonban nem tudta a Fideszben és az Orbán-kormányban csalódott, elégedetlen vagy bizonytalan választópolgárokat sikeresen megszólítani, így nem tudta maga mögé állítani a nagy baloldali vagy zöld politikai pártokat sem. A volt miniszterelnök arra kényszerült, hogy elfogadja az Magyar Szocialista Párt (MSZP) vezető szerepét. Az Együtt 2014 az Összefogás részeként indult a 2014-es országgyűlési választáson.

### Megszűnése
A Milla 2014. március 30-án kiadott közleményében tudatta, hogy az egyesületet megszüntetik. A közlemény szerint a szervezet már legalább egy éve nem folytat érdemi tevékenységet, ezért döntöttek a megszüntetés mellett.

„...Miután a Milla mozgalmi szerepet már több mint egy éve nem játszik és a belőle kinövő egyesületben pedig már közel egy éve nem zajlik valós tevékenység, annak a látszatnak a fenntartása, hogy a Milla még létező entitás, vagy annak a hamis látszatnak a táplálása, hogy a Milla az ellenzéki összefogás CÖF-je nemcsak alaptalan, hanem méltatlan is. […] A Milla már nyilvánvalóan nem létezik, az Egyesület további működésének pedig nincs létjogosultsága.”

– Részlet a közleményből

### 2010. december 20. diáktüntetés
- az esemény Facebook-oldala
- Tüntetés a sajtószabadságért a Szabadság téren – YouTube-videó
- Tüntetés a sajtószabadságért (Mandiner TV) – YouTube-videó

### 2011. január 14.
- Tüntetés a média szabadságágért – YouTube-videó
- Tüntetés sajtószabadságért (Mandiner TV) – YouTube-videó

### 2011. január 27.
- Tüntetés a magyar sajtószabadságért 2. Archiválva 2013. március 23-i dátummal a Wayback Machine-ben – Community.eu
- Az első Milla tüntetés – YouTube-videó

### 2011. október 23.
- Alternatív köztársasági elnököt választ a Milla Archiválva 2011. december 30-i dátummal a Wayback Machine-ben – Hír24, 2011. október 23.
- Kik törtek borsot Orbán orra alá? – Origo, 2011. október 26.
- Nem tetszik a rendszer Milla-tüntetés Budapesten – Az ATV Híradó videója
- Nem tetszik a rendszer – Tüntetés 2011. október 23. Budapest (1. rész) – YouTube-videó
- Nem tetszik a rendszer – YouTube-videó
- Így zavarták meg a Facebook-csoport tüntetésének végét – Hvg-videó
- Így zavarták meg a Facebook-csoport tüntetésének végét – Hvg-videó

### 2011. december 3.
- Egymást érték a tüntetések Budapesten – Nagyítás-fotógaléria – Hvg.hu, 2011. december 3.

### 2012. március 15.
- Több tízezren a Milla demonstrációján – Index-videó
- Egymillióan a magyar sajtószabadságért – YouTube-videó

### 2012. október 23.
- Milla tüntetés, 2012. október 23. (Milla Média) – YouTube-videó